# Toby Keith
Toby Keith Covel (født 8. juli 1961 i Clinton, Oklahoma, død 5. februar 2024) var en amerikansk sanger, skuespiller og sangskriver som havde  kommerciel succes i 1990'erne og 2000'erne. Fem af hans albums nåede nummer et på the Billboard Top Country Albums chart, og han havde seksten nummer-et singler på the Billboard Hot Country Songs charts. I 2006 havde han hovedrollen i filmen Broken Bridges.  

## Biografi
Toby Keith Covel var søn af Hubert K. Covel Jr. og Carolyn Joan Covel (Født Ross). Da han var ung flyttede han med sin familie til Moore, Oklahoma (en forstad til Oklahoma City). Hans bedstemor ejede en supper club, og Keith blev interesseret i musikerne, der kom for at spille. Han fik sin første guitar, da han var otte. Keith kom ind på Highland West Junior High and Moore High School, hvor han spillede på et fodboldhold.
Keith dimitterede fra Moore High School, og i 1979 fik han arbejde på de boomende oliefelter i Oklahoma. Han arbejdede sig op til at blive operation manager. Da han blev 20 år stiftede han the Easy Money band, som spillede på de lokale barer, samtidigt med hans arbejde med olie. Nogle gange skulle han ud at arbejde, mens han spillede koncerter. 
I 1982 begyndte olieindustrien i Oklahoma at gå konkurs, og Keith mistede sit job. Han begyndte igen at spille fodbold og var defensive end på semi-pro holdet Oklahoma City Drillers, mens han optrådte med sit band. The Drillers var et uofficielt farmerhold til United States Football League's Oklahoma Outlaws; Keith prøvede uden held at komme på holdet. Efter to år med the Drillers valgte Keith at spille musik på fuld tid. Hans familie og venner troede ikke, at han ville få succes, men i 1984 begyndte Easy Money at spille på honky-tonks rundt omkring i Oklahoma og Texas. Bandet lavede en single med titlen Blue Moon, som blev spillet på lokale radiostationer i Oklahoma.
I 1984 giftede Keith sig med Tricia. Han blev far til tre børn; Shelley (født 1981; adopteret steddatter), Krystal (født 1984), og Stelen (født 1997). Som stor fan af University of Oklahoma fodbold blev Keith ofte set ved Oklahoma Sooners kampe og træning.
Den 24. marts 2001 blev Keiths far dræbt i et trafikuheld på Interstate 35. Den 25. december 2007 fik familien Covel 2.8 millioner dollars for det tragiske dødsfald. Elias og Pedro Rodriguez, ledere af Rodriguez Transportes of Tulsa, og the Republic Western Insurance Co blev erklæret ansvarlige, på grund af dårlig montering af bremserne på lastbilen, der var årsagen til hans død.

## Karriere
I 1993 tog Keith til Nashville, Tennessee. Keith hang ud og vandrede omkring på Music Row i et sted kaldet Houndogs. Han distribuerede kopier af et demobånd, som bandet havde lavet til alle pladeselskaberne i byen. Der var ingen der var interesserede, og Keith drog skuffet hjem. Keith havde lovet sig selv, at han ville have en pladekontrakt, inden han blev 30, ellers ville han opgive musik som karriere. Han var allerede på det tidspunkt over 30, så han var ved at give op.
Heldigvis for Keith gav en stewardesse (og fan) en kopi af Keiths demobånd til Harold Shedd, der var executive for Mercury Records, da han rejste med det fly, hun arbejdede på. Shedd, der kunne lide hvad han hørte, tog hen for at se Keith optræde live og gav ham en pladekontrakt med Mercury Records. Hans debutsingle, "Should've Been a Cowboy" (1993), røg til tops på Billboard country single liste, og hans debutalbum fik platin. Andre hitsingler inkluderer "A Little Less Talk And A Lot More Action" og "Wish I Didn't Know Now".
Keith flyttede kortvarigt til Polydor Records og udgav sine næste to albums, Boomtown (1994) og Blue Moon (1996). Albummerne fik henholdsvis guld og platin. I 1996 var Keith også på Beach Boys' nu out-of-print 1996 album Stars and Stripes Vol. 1 med et cover af deres 1963 hit Be True to Your School med Beach Boys selv til at lave harmoni og kor.
Polydor gik konkurs og Keith flyttede tilbage til Mercury Records (nu kaldet Mercury Nashville), og udgav sit fjerde album, Dream Walkin' (1997). Albummet indeholdt en duet med Sting, "I'm So Happy I Can't Stop Crying", som tidligere havde været et hit for Sting selv.
Den første single på CD'en How Do You Like Me Now kom ikke på Top 40 på country listerne. Det havde dog ingen betydning, da den næste single, som også er albummets titelnummer, kom ind som nummer 1 og blev der i fem uger. Det hjalp så gevaldigt, at albummet fik dobbelt platin. 
Keith blev en superstjerne og kendt over hele USA. Han optrådte i Ford-reklamer, hvor han sang originale sange som "Ford Truck Man" og "Field Trip (Look Again)" imens han kørte rundt i Ford trucks.
Keith var midtpunktet i januar 2005-udgaven af Playboy Magazine's Playboy Interview. Dengang turnerede Keith med rockguitaristen Ted Nugent, som han mødte i Irak mens de begge optrådte på USO-sponsorerede shows for tropperne.
Den 31. august 2005 tog Keith afsked med Universal Music Group, som havde opkøbt DreamWorks, og stiftede sit eget pladeselskab kaldet Show Dog Nashville. Selskabets første udgivelse var Keiths album White Trash With Money efterfulgt af soundtracket til Broken Bridges.  Big Dog Daddy, albummet der gav liv til hans single High Maintenance Woman, blev udgivet den 12. juni 2007. Albummet, der debuterede på toppen af the Billboard 200 charts, var hans tredje album, der nåede denne liste, efter "Unleashed" og "Shock'n Y'all"
I efteråret 2005 havde han hovedrollen i Broken Bridges, skrevet af Cherie Bennett og Jeff Gottesfeld, og instrueret af Steven Goldmann. Denne film fra Paramount/CMT Films blev udgivet den 8. september 2006. En historie, der foregår i en lille by i staten Tennessee, Keith spiller Bo Price, en countrymusiker, hvis karriere har set bedre dage. Udover Keith medvirker Kelly Preston, Burt Reynolds, Willie Nelson og Tess Harper.
Keith fortsatte sin Hookin' Up & Hangin' Out Tour, sponsoreret af Ford trucks, in Albany, New York, med gæsteoptrædener Flynnville Train, Lindsey Haun, og Miranda Lambert, som sluttede i Hartford, Connecticut .
I 2003 var Keith med til at indspille en film baseret på hans og Willie Nelsons 2003-hit "Beer for My Horses".
Toby Keith fik et boost, da han var på Comedy Central's The Colbert Report. Keith havde rekorden som den eneste musiker, der har fået femstjernet ros fra Stephen Colbert på I-Tunes.
Det blev offentliggjort, at Toby Keith vil udgive en tredje Greatest Hits collection med alle hans hits fra 1993-2005, samtidig med soundtracket til hans nye film og et nyt studio album i 2008. Ingen udgivelsesdato er blevet offentliggjort.

## Personligt
Keith opfattede sig selv som en "Konservativ Demokrat, der nogle gange blev pinligt berørt over sit parti." Han sagde god for genvalget af præsident George W. Bush i 2004 og optrådte ved et opsamlingssted i Dallas natten før. Keith har også godkendt demokraten Dan Boren i hans succesfulde tur i Oklahomas andet Kongressionelle område og er gode venner med den demokratiske Guvernør af New Mexico Bill Richardson.
I et interview med Newsday i januar 2007 blev Keith spurgt, om han støttede krigen i Irak eller ej. Han svarede med ordene "Never did." Han satte pris på at lave en tidsbegrænsning i kampagnen. Han har også sagt, "I don't apologize for being patriotic... If there is something socially incorrect about being patriotic and supporting your troops, then they can kiss my [ass] on that, because I'm not going to budge on that at all. And that has nothing to do with politics. Politics is what's killing America."

### The Angry American song
Den 24. marts 2001, blev Keiths far, H.K. Covel, dræbt i en bilulykke. Den begivenhed og 9/11 fik Keith til at skrive sangen "Courtesy of the Red, White, & Blue (The Angry American)", en sang der handler om hans fars patriotisme og tillid til USA. I første omgang nægtede han at indspille sangen, og sang den kun til koncerter for militær personel. Reaktionen var så kraftig at Commandant of the Marine Corps James L. Jones fortalte Keith, at det var hans pligt som amerikansk statsborger, at indspille sangen. Som den førende single fra albummet Unleashed (2002), "Courtesy of the Red, White, & Blue" nåede nummer 1 over weekenden den 4. juli. 
ABC inviterede Keith til at synge "Courtesy of the Red, White, & Blue" til en patriotic special. Men showets vært, nyhedsoplæseren Peter Jennings, bad Keith om at "blødgøre" sangens tekst, eller vælge en anden sang. Keith nægtede at følge begge muligheder og optrådte ikke på showet. Skænderiet gav sangen meget opmærksomhed, som blev til mange interviews og live-optrædener med sangen.

### Fejden med Dixie Chicks
Keith havde et offentligt skænderi med Dixie Chicks på grund af sangen "Courtesy of the Red, White, & Blue", også med deres kommentarer omkring præsident George W. Bush på scenen under en koncert i London. Forsangeren fra Dixie Chicks, Natalie Maines, sagde, at Keiths sang var "ignorant, og det får countrymusik til at lyde ignorant."  Keith svarede igen med at nedgøre Maines' evner som sangskriver, og viste redigerede billeder med Maines og den fhv. irakiske diktator Saddam Hussein. Den 21. maj 2003 havde Maines en t-shirt på med bogstaverne FUTK ved Academy of Country Music Awards.  En talsmand for Dixie Chicks, forklarede, at bogstaverne stod for: "Friends United in Truth and Kindness." Mange inklusive værten Vince Gill mente, at det var et verbalt angreb mod Keith ("Fuck You Toby Keith").  I august 2003 udtalte Keith, at han var holdt op med at skændes med Maines, fordi han indså, at der var vigtigere ting at tage sig til. Men han nægtede at udtale Maines' navn og konstaterede, at det redigerede billede var hans måde at udtrykke sin mening om, at Maines' kritik var tyrannisk og en diktatoragtig måde at begrænse Keiths ytringsfrihed på.
I filmen Shut Up and Sing indrømmede Maines, at FUTK-trøjen faktisk var et angreb mod Keith. Efter at have påstået, at det stod for Freedom Understanding Truth and Kindness. I et show på Real Time with Bill Maher indrømmede Maines endeligt, at t-shirten var et direkte angreb på Toby Keith, og hun troede, at "folk ikke vil fatte det."